# Back to the Woods (pel·lícula de 1918)

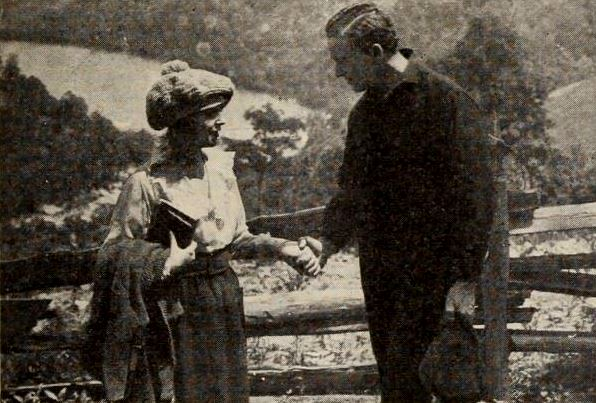
Mabel Normand i Herbert Rawlinson en un fotograma de la pel·lícula

Back to the Woods és una pel·lícula muda de la Goldwyn Pictures barreja de comèdia i drama dirigida per George Irving i protagonitzada per Mabel Normand, Herbert Rawlinson i T. Henderson Murray. Basada en una història original de J. Clarkson Miller, la pel·lícula, de 5 bobines, es va estrenar el 28 de juliol de 1918. Es considera una pel·lícula perduda.

## Argument
Stephanie Trent, filla d'un ric maderer, cansada de la insípida societat de ciutat i desitjant conèixer un “home real”, decideix fer-se mestra d'escola en un poble prop del campament forestal de Trentsville. Allà coneix Jimmy Raymond, que pel seu aspecte exterior sembla un home de bosc. Jimmy s'enemista d’un dels homes del campament i Stephanie va a la seva cabana per advertir-lo d'un complot contra ell. Dins la cabana ell fa com si tingués la intenció d'atacar-la i Stephanie, presa pel pànic, està a punt de llançar-se per la finestra. En aquell moment Jimmy la tranquil·litza i li explica que volia veure com actuaria una noia real en una situació així, ja que ell és escriptor d’un diari i vol utilitzar aquesta experiència en la seva propera història. Stephanie, molt enfadada, revela la seva identitat als llenyataires i els explica que Jimmy l’ha segrestat per lo que es llencen contra ell. Jimmy queda malferit en la baralla. Stephanie es compadeix d'ell i el cuida fins que està guarit. Jimmy s'assabenta de qui és ella però es manté ferm en la seva decisió d'utilitzar la situació en la seva història. Aleshores és demandat pel pare de Stephanie per utilitzar el seu nom. Stephanie i Jimmy es retroben durant l’audiència a la ciutat i ella accepta la seva proposta de matrimoni.

## Repartiment
- Mabel Normand (Stephanie Trent)
- Herbert Rawlinson (Jimmy Raymond)
- T. Henderson Murray (Stephen J. Trent)
- Arthur Housman (Bill Andrews)
- James Laffey